# Belomicrus
Belomicrus is een geslacht van vliesvleugelige insecten van de familie van de graafwespen (Crabronidae).

## Soorten
- B. antennalis Kohl, 1899
- B. borealis Forsius, 1923
- B. gataensis Gayubo, Asis & Tormos, 1998
- B. italicus A. Costa, 1871
- B. odontophorus Kohl, 1892
- B. parvulus Radoszkowski, 1877
- B. steckii Kohl, 1923